# ガエータ包囲戦 (1734年)
ガエータ包囲戦（ガエータほういせん、英語: Siege of Gaeta）は、ポーランド継承戦争の戦闘。パルマ公カルロ1世率いるブルボン家の軍勢（フランス王国とスペイン王国）は1734年4月からガエータを包囲した。ガエータの守備軍は4か月間耐えた後、8月6日にフランスとスペインの連合軍の強襲で敗れた。
ジャコバイトの王位請求者チャールズ・エドワード・ステュアートはこの戦闘を観察したが、これが彼のはじめての戦闘経験となった。